# Skaly Zapadnye
Die Skaly Zapadnye (englische Transkription von russisch Скалы Западные Skaly Sapadnyje, deutsch ‚Westliche Felsvorsprünge‘) sind eine Gruppe von Felsvorsprüngen im ostantarktischen Mac-Robertson-Land. Sie ragen unmittelbar westlich des Harbour Bluff auf dem Mawson Escarpment auf.
Russische Wissenschaftler benannten sie.